# Vera Castagna
Vera Castagna (Milano, 26 giugno 1962) è un'attrice italiana.

## Biografia
Diplomata all'Accademia dei filodrammatici sotto la direzione di Ernesto Calindri, esordisce in televisione nel 1984 per la serie "Commedie in diretta" teatro in TV in diretta su Raidue e TSI ed in teatro con la regia di E. Calindri Esami di maturità dello stesso anno. Nel 1988 ancora TV con la serie televisiva Il ritorno di Arsenio Lupin con la regia di V. Barino.
Dal 1991 al 1996 recita nella sitcom Casa Vianello. Dal 1999 al 2001 recita nella sitcom Finalmente soli, mentre dal 2002 al 2003 è nel cast ricorrente della soap opera Vivere con il ruolo di Gigliola Borselli.
Nel 2010 entra nel cast ricorrente della soap opera di Canale 5 CentoVetrine con il ruolo della dottoressa Innocenti. Sempre nel 2010 è nel cast del film tv Fratelli detective, regia di Rossella Izzo. Continua poi alternando TV, teatro ed anche cinema.
Dal 2010 e' presenter del canale TV QVC.

## Teatro
- Esami di maturità, regia di Ernesto Calindri (1984)
- Ma non è una cosa seria di Luigi Pirandello, regia di Mario Ferrero (1985-1986)
- Il diario di Anna Frank, regia di Gianfranco De Bosio (1991-1992)
- Voglia di vita, regia di Carlo Cotti (1997)
- Dedicato a Testori, regia di Carlo Cotti (1998)
- Toccata e fuga, regia di M. Vaccari (1999-2000)
- 33 svenimenti, 3 atti unici di Anton Cechov, regia di M. Vaccari (2001)
- Nodo alla gola, regia di P. Hamilton (2004)
- La commedia degli errori, regia di Giuseppe Pambieri (2005-2007)
- Toccata e fuga (2012-2013/2015-16-18)

## Filmografia

### Cinema
- I biscotti del re, regia di Michel Brie (1985)
- Le Retour d'Arsein Lupin (1989)
- La fiamma sul ghiaccio, regia di Umberto Marino (2004)
- Semplicemente Anna Magnani - The Magnificent - documentario, regia di Carlo Cotti (2009)
- Stem Cell, regia di Giuseppe Di Giorgio (2020)
- Finalmente libera, regia di Giuseppe Di Giorgio (2022)

### Televisione
- Ad ali spiegate - per la serie Commedie in diretta (1984)
- Il medaglione del Papa della serie Il ritorno di Arsenio Lupin, regia di Vittorio Barino (1988)
- Il Voltamarsina - regia di Vittorio Barino (1989)  (sceneggiato)  TSI
- Casa Vianello - registi vari (1991-1996) Signora Pernove - Mediaset
- La sposa più bella (1994) Mediaset
- Nonno felice - regia di Giancarlo Nicotra (1994)  Mediaset
- La maestra di Muzzano - Film Tv Svizzera (1996) TSI
- Boxershits - Telefilm Tv Tedesca (1997)
- Finalmente soli - regia di Francesco Vicario (1999-2001) Mediaset
- Vivere - registi vari - Soap opera (2002-2003)
- Il mammo - regia di Maurizio Simonetti (2003) Mediaset
- Casa Vianello - registi vari (2004) Mediaset
- Finalmente soli - regia di F. Gasperi (2003-2004) Mediaset
- Finalmente Natale - regia di Rossella Izzo (2005)
- Così fan tutte - regia di Gianluca Fumagalli (2009-2010)
- Fratelli detective - regia di Rossella Izzo (2010)
- CentoVetrine - registi vari - Soap opera - Canale 5 (2010-2012)